# Joel S. Engel
Joel S. Engel (New York, 4 februari 1936) is een Amerikaans elektrotechnicus. Hij heeft fundamentele bijdragen geleverd in de ontwikkeling van mobiele telefoonnetwerken.

## Biografie
Engel verkreeg in 1957 zijn bachelor of science (B.Sc.) in engineering aan de City College van New York. Twee jaar later verkreeg hij zijn master in de elektrotechniek aan het Massachusetts Institute of Technology (MIT) terwijl hij werkzaam was in de onderzoeksstaf bij het Draper Laboratory. Hij verhuisde daarna naar New Jersey, naar Bell Labs, waar hij tot 1983 zou aanblijven. In 1964 behaalde hij zijn doctoraat (Ph.D.) aan de Polytechnic Institute of Brooklyn op een proefschrift over datatransmissie via telefoonlijnen.
Vervolgens werkte hij bij Bellcomm aan geleidesystemen voor het Apollo-ruimteprogramma (1965) en bij Page Communications Engineers, Inc. in Washington D.C. (1965-67) voordat hij terugkeerde bij Bell Labs, waar hij toetrad tot de onderzoeksgroep mobiele telefoonsystemen. Daarnaast doceerde hij aan het Polytechnic Institute of Brooklyn.
Na een korte periode bij AT&T (1973-75) keerde Engel terug bij Bell Labs als afdelingshoofd waar hij verantwoordelijk was voor een groot aantal projecten. Daarna trad hij in dienst van Satellite Business Systems (SBS) (1983-86) als vicepresident engineering en als vicepresident onderzoek & ontwikkeling bij MCI Communications (1986-87) na de overname van SBS door MCI. Van 1897 tot 1997 was hij vicepresident technologie en Chief Technology Officer bij Ameritech. Tegenwoordig is hij voorzitter van JSE Consulting te Armonk (New York).

## Mobiele telefonie
De vruchtbaarste jaren van Engels carrière vond plaats bij Bell Labs. Samen met Richard Frenkel deed hij belangrijk grondleggend onderzoek naar mobile telefonie. Nadat de Federal Communications Commission (FCC) in 1968 nieuwe frequenties had opengesteld ontwikkelde een engineeringsteam onder zijn leiding in 1971 de 'architectuur' van cellulaire netwerken inclusief de bijbehorende parameters. Deze zouden de basis vormen van het Advanced Mobile Phone System (AMPS), dat in 1983 commercieel werd.

## Erkenning
- 1980 - Lid van Institute of Electrical and Electronics Engineers (IEEE)
- 1987 - IEEE Alexander Graham Bell Medal, samen met Richard Frenkel en William Jakes
- 1994 - National Medal of Technology, samen met Richard Frenkel
- 1996 - National Academy of Engineering